# Batman Beyond: Return of the Joker
Batman Beyond: Return of the Joker (bra: Batman do Futuro - O Retorno do Coringa ou Batman do Futuro: O Retorno do Coringa; prt: Batman do Futuro: O Regresso de Joker) é o segundo filme de animação baseado na série de TV Batman do Futuro. Lançado comercialmente em 2000, foi considerado um dos melhores filmes do Batman.
Antes de seu lançamento, o filme foi fortemente editado para remover cenas de intensa violência e alguns diálogos foram alterados. Contudo, a versão original foi posteriormente lançada em DVD após uma petição online dos fãs para que ela fosse lançada.

## Sinopse
O Batman do Futuro, Terry McGinnis, continua a salvar o dia, com o monitoramento do já idoso Bruce Wayne, que manda mensagens para ele através de um computador. Terry é feliz, já que tem sua família. Mas então o Coringa retorna e só o Batman do Futuro poderá detê-lo. Infelizmente, Bruce o deixa fora do caso, para surpresa de Terry.
Terry agora tem que enfrentar os subordinados de Coringa, os Jokers: Bonk (um cara com poder de super-força), Woof (uma Hiena-homem), Ghoul (um personagem parecido com o Espantalho), Chucko (um palhaço) e as irmãs Dee Dee (com poder de agilidade). Terry vai obter respostas com a Bat-Girl, que revela o que aconteceu na última batalha do Coringa com o Batman original. Arlequina engana Robin (Tim Drake) e depois o sequestra. Batman e Batgirl vão procurá-lo. Uma das cenas é a aparição de Canário Negro, mas trata-se de um filme com outra versão. Depois de localizá-lo, descobre-se que o Coringa havia o transformado em um mini-coringa, mas este voltou ao normal e matou o Coringa original. A morte de Coringa aparece de duas formas, quando o mini-coringa empurra Coringa em uma máquina e sem querer acaba sendo eletrocutado e outra quando o mini-coringa atira no Coringa com sua arma. Com sessões da Dr. Tompkins, amiga de Bruce, ele impede Robin de atuar mais as missões. Terry fica confuso e vai até a casa do quinquagenário Tim Drake, que é um cientista. Ele não lhe oferece respostas.
De volta a Mansão, Terry fica chocado ao ver que Bruce fora atacado pelo Coringa e jazia inconsciente no chão, com um sorriso no rosto. Mais tarde Batman travou uma batalha com os Jokers num navio, e descobriu que havia um satélite emitindo um raio destruidor. Finalmente, Bruce se reconcilia com Terry. Terry vai até o Coringa e este o persegue com o raio.
Mais tarde Terry derrota os Jokers com a ajuda de Ace, o cão de Bruce e se envolve em uma batalha com o Coringa, que se revela como um chip que invadiu o cérebro de Tim Drake e o transformou no Coringa. Mas então Terry derrota Coringa e tira o chip, e o Coringa volta a ser Tim Drake. O raio atinge seu ativador e para. Tudo volta ao normal. Arlequina já velha tira as irmãs Dee Dee e se revela que tinha sobrevivido no confronto com a Batgirl. Ela é avó das irmãs.

## Produção
O filme foi colocado em produção após o cancelamento de Batman: Arkham de  Boyd Kirkland, que seria a sequência de Batman & Mr. Freeze: SubZero e o terceiro longa-metragem de Batman: The Animated Series. Foi produzido entre a segunda e terceira temporada de Batman Beyond e foi ao ar como parte da terceira temporada, especificamente após os episódios "King's Ransom" e "Untouchable", embora, na verdade, os eventos do filme poderiam ter acontecido mesmo depois do episódio final, "Unmasked", já que não há referência aos dois episódios mencionados anteriormente. Algo interessante notar é que a personagem recorrente Maxine "Max" Gibson está inexplicavelmente ausente no filme.
A aparência do Coringa no filme mostra a segunda reformulação do personagem, após The New Batman Adventures. Este design final foi posteriormente usado nos episódios da Liga da Justiça e em um episódio do Super Choque.

## Recepção crítica
O filme foi aclamado pela crítica por sua história, dublagem, animação e musicalização. Ele detém uma classificação de 88% em Rotten Tomatoes.
Nisha Gopalan, da Entertainment Weekly, elogiou a versão sem cortes do filme, em especial como ela "esclarece a relação obscura e obsessiva entre o vilão e seu homólogo vigilante". Gerry Shamray da Sun Newspapers disse que o Retorno do Coringa "teria sido um ótimo filme de ação ao vivo do Batman". Ryan Cracknell do guia de Apollo chamou o filme de "uma obra-prima animada".
Peter Canavese do Groucho Reviews o classificou como uma "aventura enérgica e perturbadora do Batman", acrescentando que "forneceu uma vitrine memorável para a célebre visão de Hamill sobre o Coringa e permitiu que tanto McGinnis quanto Wayne encontrassem ação e enfrentassem desafios emocionais". Michael Stailey do DVD Verdict deu à versão sem cortes uma pontuação de 92 em 100, chamando-a de "um filme tenso e de alto impacto" e "uma obrigação a ser vista para os fãs do Bat e dos amantes de animações".
Garth Franklin, da Dark Horizons, teve uma resposta mista ao revisar a versão sem cortes, dizendo que "o roteiro é bastante sólido, a animação excelente e as performances das vozes funcionaram bem", mas acrescentou que "as cenas pessoais do personagem Terry não estavam em lugar nenhum" (ao contrário das cenas com o Coringa ou Bruce Wayne) e a subtrama investigativa não funcionou tão bem quanto deveria."  Jeremy Conrad da IGN deu a versão sem cortes uma pontuação de nove de 10 para o filme em si, seis em cada 10 para vídeo e áudio e oito em cada 10 para extras, somando uma pontuação total de sete para 10.